# Hoppenmühle (Klötze)

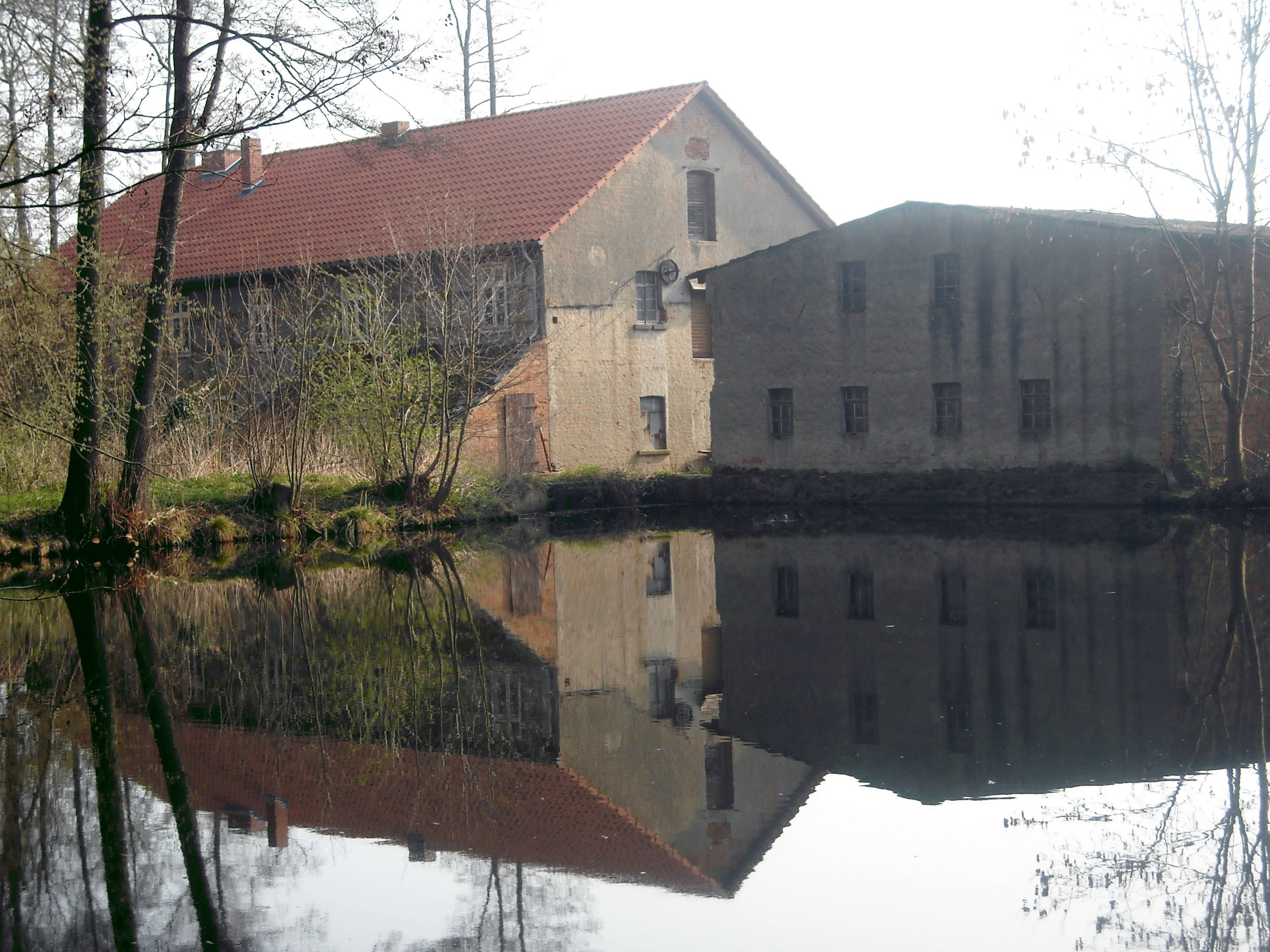
Hoppenmühle, deren Mühlenteich von der Jeetze gespeist wird

Hoppenmühle ist ein Wohnplatz vom Ortsteil Immekath der Stadt Klötze im Altmarkkreis Salzwedel in Sachsen-Anhalt.

## Geografie
Der Wohnplatz Hoppenmühle liegt direkt an der Jeetze im Fauna-Flora-Habitat-Gebiet „Jeetze südlich Beetzendorf“ anderthalb Kilometer südlich von Immekath und sieben Kilometer westlich von Klötze.

## Geschichte
Im Landbuch der Mark Brandenburg von 1375 werden beim Dorf Immekath zwei Mühlen, allerdings ohne Namen, erwähnt: duo Molendina sunt ibidem.
Lieselott Enders berichtet aus Akten im Brandenburgischen Landeshauptarchiv: „In Immekath kaufte Jochem Hoppe, Müller in Peertz, vom Grundherrn Hans Christoph v. Flügge eine wüste Mühlenstätte samt Teich erblich und baute sie wieder auf. Klagen einiger Bauern wegen des Mühlenstaus führten 1666, 1667 und 1668 zu Vergleichen.“ Es wird vermutet, dass er der Namensgeber der Mühle ist.
Im Jahre 1721 wird die Hopffen Mühle, eingekircht in Immekath, namentlich genannt. 1745 wird sie die Hoppen Mühle genannt und hat einen Mahlgang. 1775 heißt es Wassermühle bei Immekath mit einem Büdner und einem Inwohner, einer Feuerstelle in einem Einfamilienhaus. 1801 gibt es die Hoppen-Mühle, eine Wassermühle bei Immekath an der Jeetze mit einer Feuerstelle.
Mitglieder des 2018 aufgelösten Vereins „Wasserkraft Altmark e. V.“ berichteten im Jahre 2016, dass im Jahre 1840 die Familie Hoppe die Mühle an einen Müller Lansmann aus Ehra verkauft hat. Seitdem befindet sich die Mühle im Besitz der gleichen Familie, wobei sich der Besitzername durch Heirat oder Vererbung mehrfach geändert hat.
Im Deutschen Technikmuseum in Berlin sind technische Zeichnungen zum Umbau der Hoppenmühle aus dem Jahre 1910 überliefert. Die jetzigen Besitzer planen einen Wiederaufbau der Mühle.

### Einwohnerentwicklung
| Jahr | Einwohner |
| ---- | --------- |
| 1774 | 50        |
| 1798 | 06        |
| 1801 | 07        |
| 1818 | 02        |

| Jahr | Einwohner |
| ---- | --------- |
| 1885 | 32        |
| 1895 | 10        |
| 1905 | 08        |